# Campeonato Mundial de Atletismo Júnior de 2010 - Salto em altura feminino
A prova do salto em altura feminino do Campeonato Mundial Júnior de Atletismo de 2010 ocorreu entre os dias 23 e 25 de julho em Moncton, no Canadá. 

## Recordes
Antes desta competição, os recordes mundiais e do campeonato nesta prova eram os seguintes:
|     | Nome                     | Nacionalidade                       | Altura | Local           | Data                                   |
| --- | ------------------------ | ----------------------------------- | ------ | --------------- | -------------------------------------- |
| WJR | Olga Turchak Heike Balck | União Soviética · Alemanha Oriental | 2.01 m | Moscou Chemnitz | 7 de julho de 1986 18 de junho de 1989 |
| CR  | Alina Astafei            | Roménia                             | 2.00 m | Sudbury         | 29 de julho de 1988                    |

## Medalhistas
| Ouro                 | Prata                | Bronze                   |
| Marija Vuković (MNE) | Airinė Palšytė (LTU) | Elena Vallortigara (ITA) |

## Cronograma
Todos os horários são locais (UTC-4).
| Data        | Hora  | Evento       |
| ----------- | ----- | ------------ |
| 23 de julho | 10:00 | Qualificação |
| 25 de julho | 13:30 | Final        |

## Resultados

### Qualificação
A qualificação se iniciou no dia 23 de julho ás 10:00. 
Grupo A
| Posição | Atleta                | Nacionalidade        | Resultados | Notas |
| ------- | --------------------- | -------------------- | ---------- | ----- |
| 1       | Chiara Vitobello      | Itália               | 1.81       | q     |
| 1       | Airinė Palšytė        | Lituânia             | 1.81       | q     |
| 3       | Marija Vuković        | Montenegro           | 1.81       | q     |
| 3       | Elizabeth Lamb        | Nova Zelândia        | 1.81       | q     |
| 3       | Michalina Kwaśniewska | Polónia              | 1.81       | q     |
| 6       | Victoria Dronsfield   | Suécia               | 1.81       | q     |
| 7       | France Paul           | França               | 1.78       | q     |
| 8       | Maya Pressley         | Estados Unidos       | 1.78       |       |
| 9       | Holly Parent          | Canadá               | 1.78       |       |
| 10      | Valeryia Bahdanovich  | Bielorrússia         | 1.78       |       |
| 11      | Betsabée Páez         | Argentina            | 1.74       |       |
| 11      | Massiel Jiménez       | República Dominicana | 1.74       |       |
| 13      | Wu Meng-Chia          | Taipé Chinesa        | 1.74       |       |
| 14      | Alexandra Plaza       | Alemanha             | 1.74       |       |
| 15      | Emily Crutcher        | Austrália            | 1.65       |       |

Grupo B
| Posição | Atleta              | Nacionalidade  | Resultados | Notas |
| ------- | ------------------- | -------------- | ---------- | ----- |
| 1       | Hanne Van Hessche   | Bélgica        | 1.81       | q     |
| 1       | Elena Vallortigara  | Itália         | 1.81       | q     |
| 1       | Sietske Noorman     | Países Baixos  | 1.81       | q     |
| 1       | Hannah Willms       | Estados Unidos | 1.81       | q     |
| 5       | Amy Pejkovic        | Austrália      | 1.78       | q     |
| 6       | Deborah Brodersen   | Alemanha       | 1.78       |       |
| 7       | Isobel Pooley       | Reino Unido    | 1.78       |       |
| 7       | Agnieszka Bukowczyk | Polónia        | 1.78       |       |
| 7       | Maruša Černjul      | Eslovênia      | 1.78       |       |
| 10      | Leontia Kallenou    | Chipre         | 1.78       |       |
| 11      | Katarina Mögenburg  | Noruega        | 1.78       |       |
| 12      | Cristina Ferrando   | Espanha        | 1.74       |       |
| 12      | Keeley O'Hagan      | Nova Zelândia  | 1.74       |       |
| 14      | Lisa Egarter        | Áustria        | 1.74       |       |
| 15      | Alyxandria Treasure | Canadá         | 1.70       |       |

### Final
A prova final foi realizada no dia 25 de julho ás 13:30. 
| Posição           | Atleta                | Nacionalidade  | Resultados | Notas            |
| ----------------- | --------------------- | -------------- | ---------- | ---------------- |
| Medalha de ouro   | Marija Vuković        | Montenegro     | 1.91       | Recorde nacional |
| Medalha de prata  | Airinė Palšytė        | Lituânia       | 1.89       |                  |
| Medalha de bronze | Elena Vallortigara    | Itália         | 1.89       |                  |
| 4                 | Hanne Van Hessche     | Bélgica        | 1.86       |                  |
| 5                 | Hannah Willms         | Estados Unidos | 1.82       |                  |
| 6                 | Sietske Noorman       | Países Baixos  | 1.82       |                  |
| 7                 | Victoria Dronsfield   | Suécia         | 1.78       |                  |
| 8                 | Amy Pejkovic          | Austrália      | 1.78       |                  |
| 9                 | Elizabeth Lamb        | Nova Zelândia  | 1.78       |                  |
| 10                | France Paul           | França         | 1.78       |                  |
| 11                | Chiara Vitobello      | Itália         | 1.73       |                  |
| 12                | Michalina Kwaśniewska | Polónia        | 1.73       |                  |

Legenda
| Recorde mundial       | Recorde mundial (World record)               |                       | Recorde africano                      | Recorde africano (African) |                                           | Q | Classificado por posição (Qualified) |
| Recorde do campeonato | Recorde do campeonato (Championship record)  | Recorde da América    | Recorde da América (Americas)         | q                          | Classificado por melhor tempo (Qualified) |   |                                      |
| Melhor marca do ano   | Melhor marca do ano (World leading)          | Recorde asiático      | Recorde asiático (Asian)              | DNS                        | Não largou (Did not start)                |   |                                      |
| Recorde nacional      | Recorde nacional (National record)           | Recorde europeu       | Recorde europeu (European)            | DNF                        | Não terminou (Did not finish)             |   |                                      |
| Recorde pessoal       | Recorde pessoal do atleta (Personal best)    | Recorde da Oceania    | Recorde da Oceania (Oceania)          | DSQ / DQ                   | Desclassificado (Disqualified)            |   |                                      |
| Recorde da temporada  | Recorde da temporada do atleta (Season best) | Recorde sul-americano | Recorde sul-americano (South America) | NM                         | Sem marca (No mark)                       |   |                                      |